# مارسلیت هریس
مارسلیت سیسیل جردن هریس (۱۶ ژانویه ۱۹۴۳ – ۷ سپتامبر ۲۰۱۸) یک آمریکایی بود که به عنوان نخستین زن آفریقایی-آمریکایی به درجه افسر ارشد در نیروی هوایی ایالات متحده آمریکا دست یافت.

## تحصیلات و اوایل دوران حرفه‌ای
مارسلیت سیسیل جردن هریس در ۱۶ ژانویه ۱۹۴۳ در هیوستون، تگزاس، ایالات متحده، از پدر و مادری به نام‌های سیسیل او’نیل جردن و مارسلیت الیزابت (ترل) جردن به دنیا آمد. او از کالج اسپلمان فارغ‌التحصیل شد و مدرک کارشناسی هنر خود را در رشته سخنرانی و نمایش دریافت کرد. وی در سال ۱۹۶۵ دوره مدرسه آموزش افسران را در پایگاه نیروی هوایی لکلند، تگزاس، به پایان رساند و در سمت‌های مختلفی در نیروی هوایی خدمت کرد.
هریس در دوران خدمت خود به دستاوردهای بسیاری رسید، از جمله اولین زن افسر تعمیر و نگهداری هواپیما، یکی از نخستین دو زن به عنوان افسر فرمانده هوا در آکادمی نیروی هوایی ایالات متحده، و نخستین زن مدیر تعمیر و نگهداری نیروی هوایی. او در دوران دولت کارتر به عنوان دستیار اجتماعی کاخ سفید خدمت کرد. مدال‌ها و افتخارات او شامل ستاره برنزی، نشان یگان ریاست‌جمهوری و مدال خدمات ویتنام است. هریس در سال ۱۹۹۷ با درجه سرتیپ بازنشسته شد و به بالاترین مقام در بین زنان نیروی هوایی و همچنین بالاترین مقام یک زن آفریقایی-آمریکایی در وزارت دفاع ایالات متحده دست یافت. پس از بازنشستگی از نیروی هوایی، او به عنوان مدیر سایت فلوریدا و مدیر فرایند لجستیک در یونایتد اسپیس الاینس، شرکت مدیریت برنامه شاتل فضایی، فعالیت کرد. علاوه بر مدرک کارشناسی از اسپلمان، او دارای مدرک کارشناسی علوم در مدیریت بازرگانی از دانشگاه مریلند، کالج پارک بود. در سال ۱۹۹۹، کالج اسپلمان به او دکترای افتخاری اعطا کرد. وی همچنین عضو انجمن دلتا سیگما تتا بود.
هریس خزانه‌دار شاخه آتلانتای انجمن ملی پیشرفت رنگین‌پوستان بود و در هیئت‌مدیره مدرسه پیچ‌تری پیس فعالیت داشت. در ۱۵ سپتامبر ۲۰۱۰، رئیس‌جمهور باراک اوباما او را به عنوان یکی از اعضای هیئت بازدید آکادمی نیروی هوایی ایالات متحده منصوب کرد. این هیئت مسئول بررسی روحیه، انضباط، برنامه درسی، آموزش، تجهیزات فیزیکی، امور مالی، روش‌های آموزشی و سایر موارد مرتبط با آکادمی است که توسط هیئت مشخص می‌شود.

## زندگی شخصی
هریس با سرهنگ دوم موریس هریس ازدواج کرد. آن‌ها دو فرزند به نام‌های استیون و تنشیا داشتند. او در ۷ فوریه ۲۰۱۹ با مراسم کامل نظامی، در کنار همسرش در گورستان ملی آرلینگتون به خاک سپرده شد.

## نشان‌ها و افتخارات
|  | نشان ارشد نگهداری و تعمیرات |

| نشان‌های فردی                                |                                                                                              |
| خطای عبارت: نویسه نقطه‌گذاری شناخته نشده «۱» | لژیون افتخار با یک برگ بلوط برنزی                                                            |
| خطای عبارت: نویسه نقطه‌گذاری شناخته نشده «۰» | نشان ستاره برنزی                                                                             |
| خطای عبارت: نویسه نقطه‌گذاری شناخته نشده «۳» | نشان خدمات شایسته (ایالات متحده) با سه برگ بلوط برنزی                                        |
| خطای عبارت: نویسه نقطه‌گذاری شناخته نشده «۱» | نشان تقدیر نیروی هوایی ایالات متحده با یک برگ بلوط برنزی                                     |
| نشان‌های واحدی                               |                                                                                              |
| خطای عبارت: نویسه نقطه‌گذاری شناخته نشده «۰» | نشان واحد ریاست‌جمهوری (ایالات متحده)                                                         |
| خطای عبارت: نویسه نقطه‌گذاری شناخته نشده «۷» | نشان واحد برجسته نیروی هوایی با نشان «V» برای دلاوری؛ یک برگ بلوط نقره‌ای و دو برگ بلوط برنزی |
| خطای عبارت: نویسه نقطه‌گذاری شناخته نشده «۰» | نشان واحد برجسته نیروی هوایی نوار دوم برای فاصله‌گذاری صحیح لوازم جانبی                       |
| خطای عبارت: نویسه نقطه‌گذاری شناخته نشده «۱» | نشان برتری سازمانی نیروی هوایی با یک برگ بلوط برنزی                                          |
| مدال‌های خدمت و عملیات                       |                                                                                              |
| خطای عبارت: نویسه نقطه‌گذاری شناخته نشده «۱» | مدال خدمت دفاع ملی با یک ستاره خدمت برنزی                                                    |
| خطای عبارت: نویسه نقطه‌گذاری شناخته نشده «۳» | مدال خدمت در ویتنام با سه ستاره کمپین برنزی                                                  |
| نشان‌های آموزش، خدمت و مهارت                 |                                                                                              |
| خطای عبارت: نویسه نقطه‌گذاری شناخته نشده «۰» | نشان خدمت در خارج از کشور نیروی هوایی (تور کوتاه)                                            |
| خطای عبارت: نویسه نقطه‌گذاری شناخته نشده «۱» | نشان خدمت در خارج از کشور نیروی هوایی (تور بلند) با یک برگ بلوط برنزی                        |
| خطای عبارت: نویسه نقطه‌گذاری شناخته نشده «۷» | نشان خدمت طولانی نیروی هوایی با یک برگ بلوط نقره‌ای و دو برگ بلوط برنزی                       |
| خطای عبارت: نویسه نقطه‌گذاری شناخته نشده «۰» | نشان آموزش نیروی هوایی                                                                       |
| نشان‌های خارجی                               |                                                                                              |
| خطای عبارت: نویسه نقطه‌گذاری شناخته نشده «۰» | نشان صلیب شجاعت ویتنام (واحدی)                                                               |
| خطای عبارت: نویسه نقطه‌گذاری شناخته نشده «۰» | مدال کمپین ویتنام                                                                            |

### افتخارات دیگر
۱۹۹۰ - زن سال، سازمان ملی هوانوردان توسکیگی، همچنین در فهرست «چه کسی کیست در میان آمریکایی‌های سیاه‌پوست»، «چه کسی کیست در آمریکا» و «چه کسی کیست در میان زنان بازرگان آمریکایی»
۱۹۹۰ - زن برجسته جوان آمریکا
۱۹۹۱ - معتبرترین فرد، مجله Dollars and Sense (پول و منطق)
۱۹۹۲ - زن کارآفرین، Journal Recording Publishing Co (شرکت انتشارات ژورنال رکوردینگ) اوکلاهاما سیتی
۱۹۹۵ - جایزه «زنان برجسته»، انجمن نیروی هوایی، شعبه توماس دبلیو آنتونی
۱۹۹۵ - «زن نظامی آفریقایی-آمریکایی» به دلیل خدمات به وزارت دفاع، کنگره ملی سیاسی زنان سیاه‌پوست
۱۹۹۵ - «زن سیاه‌پوست شجاع»، فدراسیون ملی صاحبان مشاغل زنان سیاه‌پوست
۱۹۹۶ - مدال افتخار الیس آیلند
۲۰۱۰ - جایزه «پیشگام»، بنیاد بلک گرلز راک (دختران سیاه سرسخت)

## تاریخ ارتقای درجات
| نشان | درجه      | تاریخ          |
| ---- | --------- | -------------- |
|      | سپهبد     | ۲۵ مه ۱۹۹۵     |
|      | سرتیپ     | ۱ مه ۱۹۹۱      |
|      | سرهنگ     | ۱ سپتامبر ۱۹۸۶ |
|      | سرهنگ دوم | ۱ اکتبر ۱۹۸۱   |
|      | سرگرد     | ۱ آوریل ۱۹۷۵   |
|      | سروان     | ۲۱ دسامبر ۱۹۶۹ |
|      | ستوان یکم | ۲۱ ژانویه ۱۹۶۷ |
|      | ستوان دوم | ۲۱ دسامبر ۱۹۶۵ |